# Ballancourt-sur-Essonne
Ballancourt-sur-Essonne település Franciaországban, Essonne megyében. Lakosainak száma 7795 fő (2022. január 1.). Ballancourt-sur-Essonne Fontenay-le-Vicomte, Baulne, Champcueil, Chevannes, Itteville és Vert-le-Petit községekkel határos.

## Népesség
A település népességének változása:
| Lakosok száma | 7482 | 7538 | 7709 | 7597 | 7595 | 7593 | 7706 | 7757 | 7795 |
|               | 2013 | 2015 | 2016 | 2017 | 2018 | 2019 | 2020 | 2021 | 2022 |